# Commissione Shaw
Il Rapporto Shaw, ufficialmente il Rapporto della Commissione sui Disordini in Palestina dell'agosto 1929, comunemente noto come Commissione Shaw, fu il risultato di una commissione parlamentare d'inchiesta britannica, guidata da Sir Walter Shaw, istituita per indagare sui violenti disordini in Palestina di fine agosto 1929. Il rapporto della commissione fu pubblicato nel marzo 1930 e portò all'istituzione dell'Inchiesta Hope Simpson nel maggio 1930. La Commissione sancì che la rivolta fu causata dal timore dei cittadini palestinesi della continua immigrazione ebraica in Palestina e dell'acquisto di terre da parte di essi, in particolare a causa del crescente aumento di cittadini arabi senza terre. Ciò è stato successivamente ribadito nella Inchiesta Hope Simpson e nel successivo Libro bianco di Passfield, che richiedevano entrambi una limitazione dell'immigrazione ebraica in Palestina.

## Conclusioni
Le conclusioni della commissione furono le seguenti:
- L'attacco a Gerusalemme del 23 agosto è stato fin dall'inizio un attacco degli arabi agli ebrei per il quale non è stata stabilita alcuna scusa sotto forma di precedenti omicidi da parte di ebrei.
- L'attacco non è stato premeditato.
- I disordini possono venire considerati, per la maggior parte, come un feroce attacco da parte degli arabi agli ebrei, accompagnato da una sfrenata distruzione delle proprietà ebraiche. Un massacro generale della comunità ebraica a Hebron fu evitato per un pelo. In alcuni casi, gli ebrei attaccarono gli arabi e distrussero le proprietà arabe. Questi attacchi, sebbene imperdonabili, erano nella maggior parte dei casi una rappresaglia per torti già commessi dagli arabi nel quartiere in cui si erano verificati gli attacchi.
- L'attacco non era né doveva essere una rivolta contro l'autorità britannica in Palestina.
- Nel svolgere il ruolo che ebbe nella formazione delle società per la difesa dei Luoghi Santi musulmani e nel favorire le attività di tali società una volta formate, il Mufti fu influenzato dal duplice desiderio di confrontarsi con gli ebrei e di mobilitare l'opinione musulmana sulla questione del Muro del Pianto. Non aveva intenzione di utilizzare questa campagna religiosa come mezzo per incitare al disordine. Visto che il movimento da lui in parte creato è diventato per forza di cose un fattore non irrilevante negli eventi che hanno portato allo scoppio, il Mufti, come molti altri che hanno influenzato direttamente o indirettamente sul sentimento pubblico in Palestina, deve accettare di essere uno dei responsabili dei disordini.
- ...Per quanto riguarda gli avvenimenti al  Muro del Pianto si può attribuire, anche se  poca, una colpa al Mufti, mentre non se ne può attribuire nessuna ad alcune autorità religiose ebraiche.
- Non ci sono prove che il Mufti abbia richiesto ai musulmani in Palestina di attaccare Gerusalemme il 23 agosto e non è stato stabilito alcun collegamento tra il Mufti e l'opera di coloro che sono noti o si pensa siano stati coinvolti nelle rivolte.
- Dopo che i disordini scoppiarono, il Mufti cooperò con il governo sia per ristabilire la pace sia per prevenire l'estensione del disordine.
- [Nessuna colpa può essere propriamente attribuita al governo britannico per non aver fornito rinforzi armati, trattenuto il fuoco e accuse simili. ]
- L'immigrazione ebraica, quando non supera la capacità di assorbimento del paese, ha conferito alla Palestina benefici materiali di cui anche il popolo arabo gode. Riteniamo, tuttavia, che le rivendicazioni e le richieste avanzate dal lato sionista sul futuro dell'immigrazione ebraica in Palestina siano state tali da suscitare tra gli arabi il timore che col tempo essi saranno privati del loro sostentamento e passeranno sotto il dominio politico degli ebrei.
- Ci sono prove inconfutabili che in materia di immigrazione c'è stato un serio allontanamento da parte delle autorità ebraiche dalla dottrina accettata dall'Organizzazione Sionista nel 1922 secondo cui l'immigrazione dovrebbe essere regolata dalla capacità economica della Palestina di accogliere i nuovi arrivati.
- Tra il 1921 e il 1929 ci furono grandi vendite di terre in conseguenza delle quali molti arabi furono sfrattati senza la fornitura di altre terre per la loro occupazione... La posizione è ora difficile. Non c'è terra alternativa che possa essere assegnata alle persone sfrattate. Di conseguenza si sta creando una classe senza terra e scontenta. Tale classe è un potenziale pericolo per il paese.
- La causa fondamentale, senza la quale a nostro avviso i disordini o non si sarebbero verificati o non sarebbero stati poco più che una sommossa locale, è il sentimento arabo di animosità verso gli ebrei conseguente alla delusione delle loro aspirazioni politiche e nazionali e al timore di loro futuro economico... La sensazione che esiste oggi si basa sulla duplice paura degli arabi che, a causa dell'immigrazione ebraica e dell'acquisto di terre, possano essere privati del loro sostentamento e col tempo passare sotto il dominio politico degli ebrei.
- A nostro avviso le cause immediate delle rivolte sono state:

1. La lunga serie di incidenti legati al Muro del Pianto... Questi devono essere considerati nel loro insieme, ma l'incidente tra di loro che a nostro avviso ha contribuito maggiormente allo scoppio è stata la manifestazione ebraica al Muro del Pianto il 15 agosto 1929. Seguono per importanza le attività della Società per la Protezione dei Luoghi Santi Musulmani e, in misura minore, del Comitato Pro-Muro del Pianto.
2. Articoli provocatori apparsi su alcuni giornali arabi, su un quotidiano ebraico e su un settimanale ebraico pubblicato in inglese.
3. Propaganda tra gli arabi meno istruiti di un carattere mirato per incitarli.
4. L'allargamento dell'Agenzia Ebraica.
5. L'inadeguatezza delle forze militari e della polizia affidabile a disposizione.
6. La convinzione, dovuta in gran parte a un sentimento di incertezza politica, che le decisioni del governo palestinese possano essere influenzate da considerazioni politiche.